# Vicente Ramón Hernández Peña

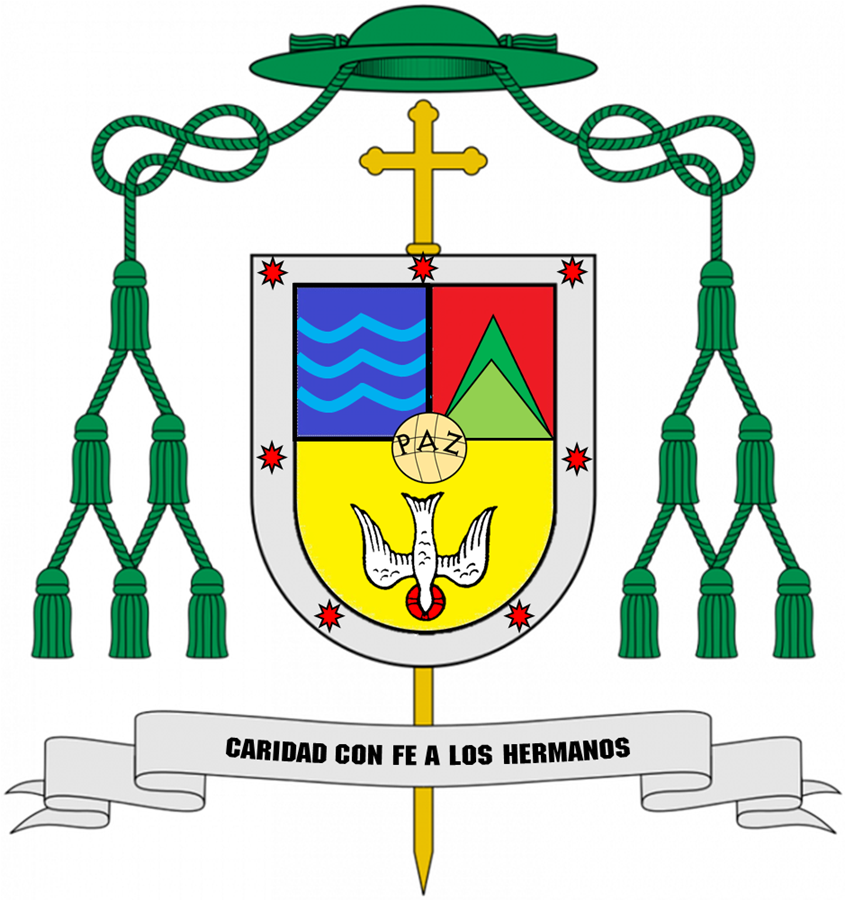
Bischofswappen von Vicente Ramón Hernández Peña

Vicente Ramón Hernández Peña (* 19. Juli 1935 in Boconó; † 25. März 2018) war ein venezolanischer Geistlicher und römisch-katholischer Bischof von Trujillo.

## Leben
Vicente Ramón Hernández Peña studierte Philosophie am Seminar von Caracas und Theologie an der Katholischen Universität von Leuven sowie an der Päpstlichen Universität Gregoriana in Rom. Er empfing am 2. Oktober 1960 in Leuven durch den Erzbischof von Mechelen, Léon-Joseph Suenens, die Priesterweihe. Er hatte verschiedenste Ämter in der Erzdiözese Caracas inne, zuletzt als Professor für Liturgie am interdiözesanen Seminar "Santa Rosa de Lima" in Caracas.
Papst Paul VI. ernannte ihn am 3. Mai 1974 zum Titularbischof von Sullectum und zum Weihbischof im Erzbistum Caracas. Der Apostolische Nuntius in Venezuela, Antonio del Giudice, spendete ihm am 25. Juli desselben Jahres die Bischofsweihe; Mitkonsekratoren waren José Alí Lebrún Moratinos, Erzbischof von Caracas, und Luis Eduardo Henríquez Jiménez, Bischof von Valencia en Venezuela.
Der Papst ernannte ihn am 28. Januar 1976 zum Koadjutorbischof von Trujillo. Nach dem Tod José Léon Rojas Chaparro folgte er ihm am 11. Juni 1982 als Bischof von Trujillo nach.
Am 3. April 2012 nahm Papst Benedikt XVI. das von Vicente Ramón Hernández Peña aus Altersgründen vorgebrachte Rücktrittsgesuch an.